# Градска кућа Калеа
Градска кућа Калеа (фр. Mairie de Calais, Hôtel de ville de Calais) јест седиште градског већа у Калеу у Француској. Краси је звоник од 72 метра од црвене цигле и белог кречњака.
Апели за нову градску кућу постојали су од спајања општине Кале са Сен Пјером 1885. године, а намера је била да се зграда смести у дине између два града. Архитекта је био Луј Дебраувер из Денкерка, који је кућу пројектовао у неоренесансном и фламанском стилу. Градња је почела 1912. године, паузирана је током Првог светског рата, а завршена 1925. године.
Године 2003, држава Француска прогласила је кућу историјским спомеником. Године 2005, њен звоник је додат Унесковом месту светске баштине Звоници Белгије и Француске.
Испред градске куће налази се скулптура Буржуји Калеа (фр. Les bourgeois de Calais) Огиста Родена, коју је наручио град. Приказује шест водећих грађана Калеа које је са собом одвео енглески краљ Едвард III по окончању опсаде Калеа (1346–1347) током Стогодишњег рата.